# Радмила Бакочевић
Радмила Бакочевић (рођ. Васовић; Вича, код Гуче, 5. јануар 1933) српски је оперски сопран.

## Биографија
Рођена је у Гучи 5. јануара 1933. године. Отац Ђорђе Васовић био је управник расадника, а мајка Даринка домаћица. Школовала се у Гучи и Чачку а учитељску школу завршила у Ужицу. Почела је да пева уз мајку. Доцније је као дете, са стрицем Милутином, који је лепо свирао прим, певала на породичним и сеоским слављима. Пошто је њен талент за песму рано откривен, живот ју је усмерио на ту страну, па је упркос очевом противљењу, уместо учитељског позива у Тутину продужила школовање у средњој музичкој школи у Београду. Музичку академију у Београду завршила је 1956. године у класи професора Николе Цвејића, где је потом и магистрирала. Соло певање је усавршила у миланској Скали.

## Каријера
Имала је значајну међународну каријеру која је почела 1955. године и која се завршила са њеним пензионисањем са сцене 2004. године. Током своје каријере певала је у готово свим важним оперским кућама широм света, укључујући извођења широм Европе, Северне Америке и Јужне Америке. Учврстила је дугогодишње партнерство током своје каријере са две оперске куће, а то су: Народно позориште у Београду и Бечка државна опера.
Бакочевићева је певала широк репертоар који је обухватао дела од 17. преко 20. века. Посебно је добро приказивала Пучинијеве и Вердијеве хероине, а веома су поштоване и њене улоге у операма Рихарда Штрауса и Рихарда Вагнера. Такође је певала и у бројним операма од руских и чешких композитора као што су Николај Римски-Корсаков, Сметана, и Чајковски. Занимљиво, певала је само две улоге на француском, Жулијету у Жак Офенбаховој Les Contes d'Hoffmann и Маргариту у Шарл Гуноовом Фаусту. Имала је доста прилагодљив гласа па је могла да пева дела композитора као што су Винченцо Белини и Гаетано Доницети.
Након пензионисања са сцене, Радмила Бакочевић је радила као професор певања на неколико универзитета. Тренутно је члан Музичке академије на Универзитету уметности у Београду где је и радила као ректор од 1998. до 2000. године.
Била је супруга политичара Александра Бакочевића, са којим има кћерку Маргарету.
Сада је у статусу Професора Емеритуса Универзитета у Крагујевцу и почасни је Доктор наука Универзитета у Сарајеву.
За собом има читаву плејаду оперских солиста и истакнутих педагога који преносе школу Савременог белканта:
- Оливер Њего - баритон (Првак опере Н. П. у Београду и професор на Универзитету у Крагујевцу)
- Јадранка Јовановић - мецосопран (Првакиња опере Н. П. у Београду)
- Јасмина Шајновић - колоратурни сопран (Првакиња опере Н. П. у Београду)
- Јасмина Трумбеташ Петровић - сопран (Првакиња опере Н. П. у Београду
- Наташа Јовић-Тривић - мецосопран (Првакиња опере Н. П. у Београду)
- Сузана Шуваковић-Савић - сопран (Првакиња опере Н. П. у Београду)
- Дејан Максимовић - тенор (Првак опере Н. П. у Београду)
- Виолета Панчетовић-Радаковић (Професор Универзитета у Београду)
- Марина Трајковић-Биџовски- сопран (Професор на Универзитету у Крагујевцу)
- Војислав Спасић - тенор (Професор на Универзитету у Крагујевцу)
- Катарина Симоновић - сопран (Професор на Универзитету у Нишу)
- Александра Ангелов, Љубица Вранеш, Марко Калајановић, Драгутин Матић, Лидија Јевремовић, Тијана Ђуричић, Невена Лепојевић...

## Награде
За уметничка остварења добила је више домаћих и иностраних признања:
- Октобарску награду града Београда (1960),
- Седмојулску награду (1970),
- Награду АВНОЈ-а (1979),
- Награду УМУС-а (1987),
- Вукову награду (1991) и
- Италијанску награду Targo d oro за креацију Норме В. Белинија у (1976/77)
- Награда Браћа Карић (2000.)
- Музика класика (2016)[9]
- Златна медаља за заслуге, поводом Дана државности Републике Србије (2017)